# Marie Holesloot
Marie Holesloot, död 1558, var en nederländsk vinhandlare, centralgestalt i ett uppmärksammat trolldomsmål i Amsterdam i Nederländerna 1547–1548.
Hon var dotter till IJsbrant Janszoon Holesloot, ledamot av Amsterdams kommunfullmäktige, och Baerte Sybrantsdochter Buyck. Hon gifte sig med Jacob Claeszoon Bam (avliden före 1547).
Hennes make avled vid okänd tidpunkt, och hon blev som änka en ledande medlem av Amsterdams förmögna borgerskap. Hon var vinhandlare och handlade framgångsrikt med franska och spanska viner: 1543 års skatteregister listade hennes rörelsekapital till sex tusen gulden.
År 1547 anklagades Marie Holesloot för att ha förtrollat sin och sin sons affärskonkurrent Jan Pieterszoons bryggeri och därmed ha förstört hans verksamhet. Denne hade anlitat spåmannen Jacob Judoci de Rosa från Kortrijk, som hade utpekat henne som skyldig. Jacob Judoci de Rosa tvingades dock fly staden för att ha förtalat en kvinna med gott rykte. I maj 1548 fängslades Jacob de Rosa i Tiel för spådom, dömdes till piskning och förvisning, och tvingades återkalla anklagelsen mot Marie Holesloot. 